# Club sportif de Hammam Lif (volley-ball)
Le Club sportif de Hammam Lif (arabe : النادي الرياضي لحمام الأنف) est un club tunisien de volley-ball fondé en 1944. Il est rattaché au club omnisports du même nom.

## Présidents
- 1944-1945 : Sadok Boussofara
- 1945-1948 : Hammadi Abdessamad
- 1949-1956 : Kheireddine Azzouz
- 1956-1987 : Sadok Boussofara
- 1987-1990 : Abderrazak Oueslati
- 1990-1995 : Naceur Boufares
- 1995-1996 : Moncef Ben Mrad
- 1996-1999 : Maâouia Kaabi
- 1999-2001 : Abderrazak Oueslati
- 2001-2004 : Hamadi Atrous
- 2004-2005 : Maâouia Kaabi puis Adel Kitar
- 2005-2006 : Adel Kitar puis Mongi Bhar
- 2006-2011 : Mongi Bhar
- 2011-2016 : Adel Daâdaâ
- 2016-2021 : Mohamed Fadhel Ben Hamza puis Adel Daâdaâ
- 2021-2024 : Mouaouia Kaâbi
- depuis 2024 : Mongi Bhar